# Nacionalno prvenstvo ZDA 1916
Nacionalno prvenstvo ZDA 1916 v tenisu.

## Moški posamično
R. Norris Williams :  Bill Johnston  4-6 6-4 0-6 6-2 6-4

## Ženske posamično
Molla Bjurstedt Mallory :  Louise Hammond Raymond  6-0, 6-1

## Moške dvojice
Bill Johnston /  Clarence Griffin :  Maurice McLoughlin /  Ward Dawson 6–4, 6–3, 5–7, 6–3

## Ženske dvojice
Molla Bjurstedt /  Eleonora Sears :  Louise Hammond Raymond /  Edna Wildey 4–6, 6–2, 10–8 

## Mešane dvojice
Eleonora Sears /  Willis Davis :  Florence Ballin /  Bill Tilden 6–4, 7–5